# 鈴木直成
鈴木 直成（すずき なおなり、文政年間 - 1887年〈明治20年〉3月7日）は、明治時代の神奈川県の自由民権運動家、老農（篤農家）。武蔵国橘樹郡溝口村（現在の神奈川県川崎市高津区溝口）出身。油田中（田中屋本家）10代目。

## 経歴
年寄役を務めた清兵衛の長男として、文政年間に武蔵国橘樹郡溝口村に生まれる。明治初期には、鈴木家は溝口村で上田家に次ぐ豪農となった。
1872年（明治5年）に大区小区制が布かれると、1873年（明治6年）に第5大区の区長となり、1876年（明治9年）に第5大区の勧業掛となる。
1880年（明治13年）以降、神奈川県（当時は三多摩を含む）で自由民権運動の結社が多く組織されるようになる中、11月28日には石坂昌孝、佐藤貞幹らを世話人として東京の枕橋八百松楼で第1回の神奈川県懇親会が開かれた。鈴木直成は同郡の鈴木久弥、井田文三らとともに参加した。神奈川県懇親会は1884年（明治17年）まで継続して開催され、1882年（明治15年）11月5日に開催された第4回にも参加した。
12月5日、武蔵六郡（北多摩・南多摩・西多摩・橘樹・都筑・久良岐）の懇親会が北多摩郡の高安寺で開催された。その広告に、同郡の上田忠一郎、鈴木久弥、河合平蔵、池上幸操とともに仮幹事として名を連ねた。
1881年（明治14年）2月11日に郡長の松尾豊材を会主として神奈川台の田中楼で開催された橘樹郡親睦会では、添田知義、河合平蔵らとともに幹事を務めた。7名いた幹事はいずれも戸長であった。橘樹郡親睦会は1885年（明治18年）まで毎年2月に開催された。
3月には全国農談会に老農の一人として参加した。全国農談会は内務省勧農局の主催で浅草東本願寺で開催され、政府が設定した8つの設問に対して全国から参加した100余名の老農が意見を陳述した。6番目の設問「肥料の効用及び製造方法」に対しては、魚肥の効用について「稗、陸稲、粟、木綿等に施して効あり」と述べている。8番目の設問「各地方慣行する循環作付方法」に対しては、「稲の苅跡へ麦・菜種を作るは概ね各地同様なるも近年我武蔵国橘樹郡辺にて蚕豆を作るを常とす」「気候の変により菜種・麦等の損したる跡へは夏蕎麦を作るをよしとす」などと述べている。
7月1日、橘樹郡親睦会に刺激されて溝口で開催された旧五大区親睦会では幹事長を務めた。当日は120名の参加者があった。
1882年（明治15年）12月には、井田文三を会主として組織された頼母子懇談会に参加した。同会は集会条例によって禁止されたため通常頼母子講と改め、頼母子講によって資金を得ながら講中で演説会を開くという運営方法を用いた。
1885年（明治18年）、添田知義らとともに、中野島村ほか57ヶ村の連合町村会の開設を郡長の松尾豊材に上申した。
1887年（明治20年）3月7日に死去する。墓所は溝口宗隆寺。